# Großer Preis von San Marino 1990
Der Große Preis von San Marino 1990 (offiziell 10o Gran Premio di San Marino) fand am 13. Mai auf dem Autodromo Enzo e Dino Ferrari in Imola statt und war das dritte Rennen der Formel-1-Weltmeisterschaft 1990.

## Berichte

### Hintergrund
Sieben Wochen lagen zwischen dem Großen Preis von Brasilien und dem dritten WM-Lauf des Jahres in San Marino. Diese Zeit nutzten mehrere Teams, um ihre neuen Fahrzeuge fertigzustellen, sodass der Tyrrell 019 mit damals neuartiger, hochgezogener Frontpartie ebenso debütierte wie der Brabham BT59, der AGS JH25, der Benetton B190, der Minardi M190 und der Lola LC90.
Außerdem gab es mehrere Veränderungen hinsichtlich der Fahrerbesetzungen. Während Gary Brabham seine Formel-1-Karriere nach nur zwei missglückten Qualifikationsversuchen bei Life wieder beendete, stieg sein Bruder David beim Brabham-Team ein, welches sein Vater Jack Brabham ursprünglich gegründet hatte. Er verdrängte dort Gregor Foitek, der daraufhin Stefan Johansson bei Onyx ablöste. Den frei gewordenen Platz bei Life versuchte Bruno Giacomelli für ein Comeback zu nutzen, nachdem er sich am Ende der Saison 1983 vorerst aus der Formel 1 verabschiedet hatte.
Emanuele Pirro, der ursprünglich von Anfang der Saison an als Stammfahrer bei BMS eingeplant gewesen war, konnte seinen Vertrag nach auskurierter Erkrankung fortan erfüllen. Sein Vertreter Gianni Morbidelli fand zunächst keine weitere Beschäftigung in der Formel 1.
Insgesamt 13 Italiener waren für den auf italienischem Boden stattfindenden Grand Prix gemeldet, acht von ihnen konnten am Rennen teilnehmen.
Mit Ayrton Senna, Alain Prost (jeweils zweimal), Nigel Mansell und Nelson Piquet (jeweils einmal) traten vier ehemalige Sieger zu diesem Grand Prix an.

### Training
Erneut wurden die ersten drei Startreihen von den jeweiligen Teamkollegen der Rennställe McLaren, Williams und Ferrari belegt. Dabei behielt Senna gegenüber Gerhard Berger die Oberhand, während sich Thierry Boutsen diesmal Riccardo Patrese geschlagen geben musste. Mansell hingegen gewann erneut das Qualifying-Duell gegen Prost. Jean Alesi im neuen Tyrrell und Piquet im ebenfalls neuen Modell von Benetton bildeten die vierte Startreihe vor dem zweiten Benetton von Alessandro Nannini.
Infolge eines schweren Unfalls im Streckenabschnitt Acque Minerale musste Pierluigi Martini auf die Teilnahme am Rennen verzichten. Sein eigentlich nicht qualifizierter Minardi-Teamkollege Paolo Barilla rückte daraufhin in die Startaufstellung nach.

### Rennen
Berger ging zunächst vor Senna und dem ebenfalls gut gestarteten Boutsen in Führung. Als der Österreicher sich in der Tosa-Kurve kurz verschaltete, zogen die beiden Verfolger an ihm vorbei. Infolge einer Kollision mit Ivan Capelli schlug der Tyrrell von Satoru Nakajima so heftig in die Streckenbegrenzung ein, dass sich der Motor aus dem Fahrzeug löste und ein abgerissenes Rad das Monocoque schwer beschädigte. Dennoch entkam Nakajima dem Wrack unverletzt.
In der vierten Runde gelangte Boutsen durch Sennas Ausscheiden an die Spitze vor Berger und Patrese. Als Boutsen nach 18 Runden aufgrund eines Motorschadens an die Boxen rollte, übernahm Berger die Führung. Kurze Zeit später gelangte Mansell an Patrese vorbei auf den zweiten Rang. In Runde 36 versuchte er in der Tamburello-Kurve erstmals, die Spitze zu übernehmen. Dabei geriet er auf den Rasen neben der Strecke und drehte sich. Zwei Runden später schied er aufgrund eines Motorschadens aus.
Im 51. Umlauf ging Patrese an Berger vorbei in Führung. Nannini lag zu diesem Zeitpunkt bereits auf dem dritten Platz, dicht gefolgt von Prost, dem es jedoch bis ins Ziel nicht gelang, an dem Italiener vorbeizuziehen. Piquet und Alesi komplettierten als Fünfter und Sechster die Punkteränge.
Patrese gewann zum dritten Mal einen Grand Prix, rund sieben Jahre nach seinem letzten Erfolg beim Großen Preis von Südafrika 1983.

## Meldeliste
| Team                        | Nr. | Fahrer             | Chassis            | Motor                     | Reifen |
| --------------------------- | --- | ------------------ | ------------------ | ------------------------- | ------ |
| Scuderia Ferrari SpA        | 01  | Alain Prost        | Ferrari 641        | Ferrari 036 3.5 V12       | G      |
| Scuderia Ferrari SpA        | 02  | Nigel Mansell      | Ferrari 641        | Ferrari 036 3.5 V12       | G      |
| Tyrrell Racing Organisation | 03  | Satoru Nakajima    | Tyrrell 019        | Ford Cosworth DFR 3.5 V8  | P      |
| Tyrrell Racing Organisation | 04  | Jean Alesi         | Tyrrell 019        | Ford Cosworth DFR 3.5 V8  | P      |
| Canon Williams Team         | 05  | Thierry Boutsen    | Williams FW13B     | Renault RS2 3.5 V10       | G      |
| Canon Williams Team         | 06  | Riccardo Patrese   | Williams FW13B     | Renault RS2 3.5 V10       | G      |
| Motor Racing Developments   | 07  | David Brabham      | Brabham BT59       | Judd EV 3.5 V8            | P      |
| Motor Racing Developments   | 08  | Stefano Modena     | Brabham BT59       | Judd EV 3.5 V8            | P      |
| Footwork Arrows Racing      | 09  | Michele Alboreto   | Arrows A11B        | Ford Cosworth DFR 3.5 V8  | G      |
| Footwork Arrows Racing      | 10  | Alex Caffi         | Arrows A11B        | Ford Cosworth DFR 3.5 V8  | G      |
| Camel Team Lotus            | 11  | Derek Warwick      | Lotus 102          | Lamborghini 3512 3.5 V12  | G      |
| Camel Team Lotus            | 12  | Martin Donnelly    | Lotus 102          | Lamborghini 3512 3.5 V12  | G      |
| Fondmetal Osella            | 14  | Olivier Grouillard | Osella FA1ME       | Ford Cosworth DFR 3.5 V8  | P      |
| Leyton House Racing         | 15  | Maurício Gugelmin  | Leyton House CG901 | Judd EV 3.5 V8            | G      |
| Leyton House Racing         | 16  | Ivan Capelli       | Leyton House CG901 | Judd EV 3.5 V8            | G      |
| AGS Racing                  | 17  | Gabriele Tarquini  | AGS JH25           | Ford Cosworth DFR 3.5 V8  | G      |
| AGS Racing                  | 18  | Yannick Dalmas     | AGS JH25           | Ford Cosworth DFR 3.5 V8  | G      |
| Benetton Formula Ltd        | 19  | Alessandro Nannini | Benetton B190      | Ford Cosworth HBA4 3.5 V8 | G      |
| Benetton Formula Ltd        | 20  | Nelson Piquet      | Benetton B190      | Ford Cosworth HBA4 3.5 V8 | G      |
| BMS Scuderia Italia         | 21  | Emanuele Pirro     | Dallara 190        | Ford Cosworth DFR 3.5 V8  | P      |
| BMS Scuderia Italia         | 22  | Andrea de Cesaris  | Dallara 190        | Ford Cosworth DFR 3.5 V8  | P      |
| SCM Minardi Team            | 23  | Pierluigi Martini  | Minardi M189       | Ford Cosworth DFR 3.5 V8  | P      |
| SCM Minardi Team            | 24  | Paolo Barilla      | Minardi M190       | Ford Cosworth DFR 3.5 V8  | P      |
| Ligier Gitanes              | 25  | Nicola Larini      | Ligier JS33B       | Ford Cosworth DFR 3.5 V8  | G      |
| Ligier Gitanes              | 26  | Philippe Alliot    | Ligier JS33B       | Ford Cosworth DFR 3.5 V8  | G      |
| Honda Marlboro McLaren      | 27  | Ayrton Senna       | McLaren MP4/5B     | Honda RA100E 3.5 V10      | G      |
| Honda Marlboro McLaren      | 28  | Gerhard Berger     | McLaren MP4/5B     | Honda RA100E 3.5 V10      | G      |
| Espo Larrousse F1           | 29  | Éric Bernard       | Lola LC90          | Lamborghini 3512 3.5 V12  | G      |
| Espo Larrousse F1           | 30  | Aguri Suzuki       | Lola LC90          | Lamborghini 3512 3.5 V12  | G      |
| Subaru Coloni Racing        | 31  | Bertrand Gachot    | Coloni C3B         | Subaru 1235 3.5 V12       | P      |
| EuroBrun Racing             | 33  | Roberto Moreno     | EuroBrun ER189B    | Judd CV 3.5 V8            | P      |
| EuroBrun Racing             | 34  | Claudio Langes     | EuroBrun ER189B    | Judd CV 3.5 V8            | P      |
| Moneytron Onyx Formula One  | 35  | Gregor Foitek      | Onyx ORE-1B        | Ford Cosworth DFR 3.5 V8  | G      |
| Moneytron Onyx Formula One  | 36  | JJ Lehto           | Onyx ORE-1B        | Ford Cosworth DFR 3.5 V8  | G      |
| Life Racing Engines         | 39  | Bruno Giacomelli   | Life L190          | Life F35 3.5 W12          | G      |

## Klassifikationen

### Qualifying
| Pos. | Fahrer             | Konstrukteur      | Vorqualifikation | Vorqualifikation  | 1. Qualifikationstraining | 1. Qualifikationstraining | 2. Qualifikationstraining | 2. Qualifikationstraining | Start |
| Pos. | Fahrer             | Konstrukteur      | Zeit             | Ø-Geschwindigkeit | Zeit                      | Ø-Geschwindigkeit         | Zeit                      | Ø-Geschwindigkeit         | Start |
| ---- | ------------------ | ----------------- | ---------------- | ----------------- | ------------------------- | ------------------------- | ------------------------- | ------------------------- | ----- |
| 01   | Ayrton Senna       | McLaren-Honda     | –                | –                 | 1:24,079                  | 215,797 km/h              | 1:23,220                  | 218,025 km/h              | 01    |
| 02   | Gerhard Berger     | McLaren-Honda     | –                | –                 | 1:24,027                  | 215,931 km/h              | 1:23,781                  | 216,565 km/h              | 02    |
| 03   | Riccardo Patrese   | Williams-Renault  | –                | –                 | 1:24,486                  | 214,757 km/h              | 1:24,444                  | 214,864 km/h              | 03    |
| 04   | Thierry Boutsen    | Williams-Renault  | –                | –                 | 1:25,832                  | 211,390 km/h              | 1:25,039                  | 213,361 km/h              | 04    |
| 05   | Nigel Mansell      | Ferrari           | –                | –                 | 1:25,539                  | 212,114 km/h              | 1:25,095                  | 213,221 km/h              | 05    |
| 06   | Alain Prost        | Ferrari           | –                | –                 | 1:26,080                  | 210,781 km/h              | 1:25,179                  | 213,010 km/h              | 06    |
| 07   | Jean Alesi         | Tyrrell-Ford      | –                | –                 | 1:26,138                  | 210,639 km/h              | 1:25,230                  | 212,883 km/h              | 07    |
| 08   | Nelson Piquet      | Benetton-Ford     | –                | –                 | 1:26,316                  | 210,204 km/h              | 1:25,761                  | 211,565 km/h              | 08    |
| 09   | Alessandro Nannini | Benetton-Ford     | –                | –                 | 1:26,889                  | 208,818 km/h              | 1:26,042                  | 210,874 km/h              | 09    |
| 10   | Pierluigi Martini  | Minardi-Ford      | –                | –                 | 1:26,466                  | 209,840 km/h              | –                         | –                         | DNS   |
| 11   | Derek Warwick      | Lotus-Lamborghini | –                | –                 | 1:28,055                  | 206,053 km/h              | 1:26,682                  | 209,317 km/h              | 10    |
| 12   | Martin Donnelly    | Lotus-Lamborghini | –                | –                 | 1:27,151                  | 208,190 km/h              | 1:26,714                  | 209,240 km/h              | 11    |
| 13   | Maurício Gugelmin  | Leyton House-Judd | –                | –                 | 1:29,339                  | 203,092 km/h              | 1:26,836                  | 208,946 km/h              | 12    |
| 14   | Éric Bernard       | Lola-Lamborghini  | 1:26,475         | 209,818 km/h      | 1:26,988                  | 208,580 km/h              | 1:26,838                  | 208,941 km/h              | 13    |
| 15   | Stefano Modena     | Brabham-Judd      | –                | –                 | 1:28,763                  | 204,409 km/h              | 1:27,008                  | 208,533 km/h              | 14    |
| 16   | Aguri Suzuki       | Lola-Lamborghini  | 1:27,344         | 207,730 km/h      | 1:27,211                  | 208,047 km/h              | 1:27,068                  | 208,389 km/h              | 15    |
| 17   | Philippe Alliot    | Ligier-Ford       | –                | –                 | 1:27,533                  | 207,282 km/h              | 1:27,214                  | 208,040 km/h              | 16    |
| 18   | Andrea de Cesaris  | Dallara-Ford      | –                | –                 | 1:27,570                  | 207,194 km/h              | 1:27,217                  | 208,033 km/h              | 17    |
| 19   | Ivan Capelli       | Leyton House-Judd | –                | –                 | 1:29,904                  | 201,815 km/h              | 1:27,521                  | 207,310 km/h              | 18    |
| 20   | Satoru Nakajima    | Tyrrell-Ford      | –                | –                 | 1:27,746                  | 206,779 km/h              | 1:27,532                  | 207,284 km/h              | 19    |
| 21   | Nicola Larini      | Ligier-Ford       | –                | –                 | 1:27,642                  | 207,024 km/h              | 1:27,564                  | 207,208 km/h              | 20    |
| 22   | Emanuele Pirro     | Dallara-Ford      | –                | –                 | 1:27,849                  | 206,536 km/h              | 1:27,613                  | 207,093 km/h              | 21    |
| 23   | Olivier Grouillard | Osella-Ford       | 1:28,155         | 205,819 km/h      | 1:28,590                  | 204,809 km/h              | 1:28,009                  | 206,161 km/h              | 22    |
| 24   | Gregor Foitek      | Onyx-Ford         | –                | –                 | 1:28,111                  | 205,922 km/h              | 1:28,435                  | 205,168 km/h              | 23    |
| 25   | Roberto Moreno     | EuroBrun-Judd     | 1:28,178         | 205,766 km/h      | 1:28,603                  | 204,779 km/h              | 1:31,653                  | 197,964 km/h              | 24    |
| 26   | JJ Lehto           | Onyx-Ford         | –                | –                 | 1:28,625                  | 204,728 km/h              | 1:28,684                  | 204,592 km/h              | 25    |
| 27   | Paolo Barilla      | Minardi-Ford      | –                | –                 | 1:29,566                  | 202,577 km/h              | 1:28,667                  | 204,631 km/h              | 26    |
| DNQ  | Alex Caffi         | Arrows-Ford       | –                | –                 | 1:29,242                  | 203,312 km/h              | 1:28,699                  | 204,557 km/h              | –     |
| DNQ  | Michele Alboreto   | Arrows-Ford       | –                | –                 | 1:29,615                  | 202,466 km/h              | 1:28,797                  | 204,331 km/h              | –     |
| DNQ  | David Brabham      | Brabham-Judd      | –                | –                 | 1:31,282                  | 198,769 km/h              | 1:28,927                  | 204,033 km/h              | –     |
| DNPQ | Bertrand Gachot    | Coloni-Subaru     | 1:33,544         | 193,962 km/h      | –                         | –                         | –                         | –                         | –     |
| DNPQ | Claudio Langes     | EuroBrun-Judd     | 1:34,272         | 192,464 km/h      | –                         | –                         | –                         | –                         | –     |
| DNPQ | Bruno Giacomelli   | Life              | 7:16,212         | 41,594 km/h       | –                         | –                         | –                         | –                         | –     |
| DNPQ | Gabriele Tarquini  | AGS-Ford          | –                | –                 | –                         | –                         | –                         | –                         | –     |

### Rennen
| Pos. | Fahrer             | Konstrukteur      | Runden | Stopps | Zeit        | Start | Schnellste Runde |
| ---- | ------------------ | ----------------- | ------ | ------ | ----------- | ----- | ---------------- |
| 01   | Riccardo Patrese   | Williams-Renault  | 61     | 0      | 1:30:55,478 | 03    | 1:27,475         |
| 02   | Gerhard Berger     | McLaren-Honda     | 61     | 0      | + 5,117     | 02    | 1:27,636         |
| 03   | Alessandro Nannini | Benetton-Ford     | 61     | 0      | + 6,240     | 09    | 1:27,156         |
| 04   | Alain Prost        | Ferrari           | 61     | 1      | + 6,843     | 06    | 1:27,164         |
| 05   | Nelson Piquet      | Benetton-Ford     | 61     | 0      | + 53,112    | 08    | 1:28,558         |
| 06   | Jean Alesi         | Tyrrell-Ford      | 60     | 1      | + 1 Runde   | 07    | 1:29,144         |
| 07   | Derek Warwick      | Lotus-Lamborghini | 60     | 0      | + 1 Runde   | 10    | 1:29,829         |
| 08   | Martin Donnelly    | Lotus-Lamborghini | 60     | 0      | + 1 Runde   | 11    | 1:29,527         |
| 09   | Philippe Alliot    | Ligier-Ford       | 60     | 1      | + 1 Runde   | 16    | 1:29,813         |
| 10   | Nicola Larini      | Ligier-Ford       | 59     | 0      | + 2 Runden  | 20    | 1:30,461         |
| 11   | Paolo Barilla      | Minardi-Ford      | 59     | 0      | + 2 Runden  | 26    | 1:30,848         |
| 12   | JJ Lehto           | Onyx-Ford         | 59     | 0      | + 2 Runden  | 25    | 1:31,374         |
| 13   | Éric Bernard       | Lola-Lamborghini  | 56     | 1      | DNF         | 13    | 1:29,731         |
| –    | Olivier Grouillard | Osella-Ford       | 52     | 0      | DNF         | 22    | 1:32,011         |
| –    | Nigel Mansell      | Ferrari           | 38     | 0      | DNF         | 05    | 1:27,626         |
| –    | Gregor Foitek      | Onyx-Ford         | 35     | 0      | DNF         | 23    | 1:31,964         |
| –    | Stefano Modena     | Brabham-Judd      | 31     | 0      | DNF         | 14    | 1:31,661         |
| –    | Andrea de Cesaris  | Dallara-Ford      | 29     | 1      | DNF         | 17    | 1:32,125         |
| –    | Maurício Gugelmin  | Leyton House-Judd | 24     | 2      | DNF         | 12    | 1:32,547         |
| –    | Thierry Boutsen    | Williams-Renault  | 17     | 0      | DNF         | 04    | 1:28,840         |
| –    | Aguri Suzuki       | Lola-Lamborghini  | 17     | 0      | DNF         | 15    | 1:31,136         |
| –    | Ayrton Senna       | McLaren-Honda     | 3      | 0      | DNF         | 01    | 1:30,615         |
| –    | Emanuele Pirro     | Dallara-Ford      | 2      | 0      | DNF         | 21    | 1:34,266         |
| –    | Ivan Capelli       | Leyton House-Judd | 0      | 0      | DNF         | 18    | –                |
| –    | Satoru Nakajima    | Tyrrell-Ford      | 0      | 0      | DNF         | 19    | –                |
| –    | Roberto Moreno     | EuroBrun-Judd     | 0      | 0      | DNF         | 24    | –                |

## WM-Stände nach dem Rennen
Die ersten sechs des Rennens bekamen 9, 6, 4, 3, 2 bzw. 1 Punkt(e). In der Fahrerwertung wurden die besten elf Resultate, in der Konstrukteurswertung alle Resultate gewertet.

### Fahrerwertung
| Pos. | Fahrer             | Konstrukteur      | Punkte |
| ---- | ------------------ | ----------------- | ------ |
| 01   | Ayrton Senna       | McLaren-Honda     | 13     |
| 02   | Alain Prost        | Ferrari           | 12     |
| 03   | Gerhard Berger     | McLaren-Honda     | 12     |
| 04   | Riccardo Patrese   | Williams-Renault  | 9      |
| 05   | Jean Alesi         | Tyrrell-Ford      | 7      |
| 06   | Thierry Boutsen    | Williams-Renault  | 6      |
| 07   | Nelson Piquet      | Benetton-Ford     | 6      |
| 08   | Alessandro Nannini | Benetton-Ford     | 4      |
| 09   | Nigel Mansell      | Ferrari           | 3      |
| 10   | Stefano Modena     | Brabham-Judd      | 2      |
| 11   | Satoru Nakajima    | Tyrrell-Ford      | 1      |
| 12   | Pierluigi Martini  | Minardi-Ford      | 0      |
| 13   | Derek Warwick      | Lola-Lamborghini  | 0      |
| 14   | Éric Bernard       | Lola-Lamborghini  | 0      |
| 15   | Martin Donnelly    | Lotus-Lamborghini | 0      |
| 16   | Philippe Alliot    | Ligier-Ford       | 0      |

| Pos. | Fahrer             | Konstrukteur             | Punkte |
| ---- | ------------------ | ------------------------ | ------ |
| 17   | Nicola Larini      | Ligier-Ford              | 0      |
| 18   | Michele Alboreto   | Arrows-Ford              | 0      |
| 19   | Paolo Barilla      | Minardi-Ford             | 0      |
| 20   | Bernd Schneider    | Arrows-Ford              | 0      |
| 21   | JJ Lehto           | Onyx-Ford                | 0      |
| 22   | Roberto Moreno     | EuroBrun-Judd            | 0      |
| 23   | Maurício Gugelmin  | Leyton House-Judd        | 0      |
| 24   | Gianni Morbidelli  | Dallara-Ford             | 0      |
| –    | Aguri Suzuki       | Lola-Lamborghini         | 0      |
| –    | Gregor Foitek      | Brabham-Judd / Onyx-Ford | 0      |
| –    | Olivier Grouillard | Osella-Ford              | 0      |
| –    | Andrea de Cesaris  | Dallara-Ford             | 0      |
| –    | Ivan Capelli       | Leyton House-Judd        | 0      |
| –    | Alex Caffi         | Arrows-Ford              | 0      |
| –    | Yannick Dalmas     | AGS-Ford                 | 0      |
| –    | Emanuele Pirro     | Dallara-Ford             | 0      |

### Konstrukteurswertung
| Pos. | Konstrukteur      | Punkte |
| ---- | ----------------- | ------ |
| 01   | McLaren-Honda     | 25     |
| 02   | Williams-Renault  | 15     |
| 03   | Ferrari           | 15     |
| 04   | Benetton-Ford     | 10     |
| 05   | Tyrrell-Ford      | 8      |
| 06   | Brabham-Judd      | 2      |
| 07   | Minardi-Ford      | 0      |
| 08   | Lola-Lamborghini  | 0      |
| 09   | Lotus-Lamborghini | 0      |

| Pos. | Konstrukteur      | Punkte |
| ---- | ----------------- | ------ |
| 10   | Ligier-Ford       | 0      |
| 11   | Arrows-Ford       | 0      |
| 12   | Onyx-Ford         | 0      |
| 13   | EuroBrun-Judd     | 0      |
| 14   | Leyton House-Judd | 0      |
| 15   | Dallara-Ford      | 0      |
| –    | Osella-Ford       | 0      |
| –    | AGS-Ford          | 0      |